# Oxprenolol
Oxprenolol ist ein Arzneistoff aus der Gruppe der Betablocker und wird unter anderem zur Behandlung der arteriellen Hypertonie (Bluthochdruck) eingesetzt. Oxprenolol wurde 1966 von Ciba patentiert.

## Klinische Angaben
Oxprenolol gehört zu den nichtselektiven Betablockern, da es nicht spezifisch an den β1-Adrenozeptoren bindet. Es weist eine intrinsische sympatomimetische Aktivität (ISA) auf, ebenso wie die Betablocker Acebutolol und Pindolol. Die Wirkstärke von Oxprenolol ist gleich groß wie die des Propranolols.

## Pharmakologische Eigenschaften
Das fettlösliche Oxprenolol unterliegt einem ausgeprägten First-Pass-Effekt, die Bioverfügbarkeit ist sehr variabel und schwankt zwischen 20 % und 70 %. Oxprenolol wird in der Leber abgebaut.

## Sonstige Informationen

### Besonderheiten
Alle Betablocker mit ISA sollen häufiger zu Schlafstörungen führen als Betablocker ohne ISA.

### Stereochemie
Oxprenolol ist chiral, arzneilich verwendet wird das Racemat. Der Bedeutung der Enantiomerenreinheit von synthetisch hergestellten Wirkstoffe wird zunehmend Beachtung eingeräumt, denn die beiden Enantiomeren eines chiralen Arzneistoffes zeigen fast immer eine unterschiedliche Pharmakologie und Pharmakokinetik. Das wurde früher aus Unkenntnis über stereochemische Zusammenhänge oft ignoriert.
Analytische Verfahren zur HPLC-Trennung von (R)-(+)-Oxprenolol und (S)-(–)-Oxprenolol in pharmazeutischen Formulierungen und im Urin von Patienten sind in der Literatur beschrieben.

## Handelsnamen
Monopräparate

Trasicor (D und CH außer Handel)
Kombinationspräparate

Slow-Trasitensin (CH)